# To nie jest kolejna komedia dla kretynów
To nie jest kolejna komedia dla kretynów (tytuł oryg. Not Another Teen Movie) – amerykański film komediowy z 2001 roku w reżyserii Joela Gallena, parodia filmów młodzieżowych.

## Obsada
- Chyler Leigh – Janey Briggs
- Chris Evans – Jake Wyler
- Jaime Pressly – Priscilla
- Eric Christian Olsen – Austin
- Mia Kirshner – Catherine Wyler
- Deon Richmond – Malik
- Eric Jungmann – Ricky Lipman
- H. Jon Benjamin – lekarz szkolny
- Ron Lester – Reggie Ray
- Cody McMains – Mitch Briggs
- Sam Huntington – Ox
- Joanna García – Sandy Sue
- Lacey Chabert – Amanda Becker
- Samm Levine – Bruce
- Cerina Vincent – Areola
- James Read – ojciec Prestona
- Ed Lauter – trener
- Jesse Capelli – naga dziewczyna na imprezie

## Fabuła
Jest to komedia absurdu. Opowiada o życiu nastolatków w pewnej amerykańskiej szkole średniej. Janey Briggs (Chyler Leigh) jest niezbyt urodziwą dziewczyną, która marzy o tym, aby zostać artystką – jej „dzieła” są jednak beznadziejne. W szkole Janey uchodzi za dziwadło. Jej życie zmienia się, gdy Jake Wyler (Chris Evans), jeden z najprzystojniejszych futbolistów w szkole, zakłada się z kolegami, że uda mu się zmienić Janey w piękną dziewczynę, która zostanie królową balu. Zakład ten doprowadza do szału byłą dziewczynę Jake’a, przebiegłą cheerleaderkę Priscillę.
Film jest pełen najróżniejszych absurdów. Oprócz Janey i Jake’a, w filmie pojawiają się jeszcze: brat Janey, który za wszelką cenę chce przeżyć inicjację seksualną, siostra Jake’a, której celem jest uwiedzenie własnego brata, uczennica z wymiany studenckiej, piersiasta Areola, i wiele innych postaci.
Film jest podobny w wykonaniu do Scary Movie Keenena Ivory’ego Wayansa – pełno tu absurdalnych sytuacji i nonsensów, a także zapożyczeń z innych filmów, aczkolwiek nie horrorów, tylko komedii młodzieżowych. Ponieważ większość parodiowanych filmów nie jest dobrze znanych w Polsce, To nie jest kolejna komedia dla kretynów nie cieszyła się w Polsce taką popularnością jak seria Scary Movie.
Scenariusz filmu nawiązuje do romantycznego filmu dla młodzieży Cała ona. Ponadto w filmie sparodiowano: American Beauty, American Pie, Szaloną imprezę, Szkołę uwodzenia, Dziewczyny z drużyny, Zakochaną złośnicę, Luz Blues, Ten pierwszy raz oraz filmy Johna Hughesa: Klub winowajców i Pretty in Pink. Również sam Hughes został sparodiowany w tym filmie, zostając patronem liceum, do którego uczęszczają główni bohaterowie.

## Soundtrack
1. Tainted Love (z repertuaru Glorii Jones) – Marilyn Manson
2. Never Let Me Down Again (Depeche Mode) – Smashing Pumpkins
3. Blue Monday (New Order) – Orgy
4. The Metro (Berlin) – System of a Down
5. But Not Tonight (Depeche Mode) – Scott Weiland
6. Message of Love (The Pretenders) – Saliva
7. Bizarre Love Triangle (New Order) – Stabbing Westward
8. 99 Red Balloons (Nena) – Goldfinger
9. I Melt With You (Modern English) – Mest
10. If You Leave (OMD) – Good Charlotte
11. Please Please Please Let Me Get What I Want (The Smiths) – Muse
12. Somebody's Baby (Jackson Browne) – Phantom Planet

Inne piosenki z filmu:
1. Turning Japanese (The Vapors) – The Revs
2. Oh! Yeah (Yello)
3. Janie's Got a Gun (Aerosmith) – w wykonaniu Chrisa Evansa a cappella
4. The A*Team Theme
5. My Hero (Foo Fighters)
6. Lets Go (The Cars)
7. I Want Candy (Bow Wow) – Good Charlotte
8. Kiss Me (Sixpence None the Richer)
9. Don't You Forget About Me (Simple Minds)